# Diaspóra
A botanikában a növények terjesztési egysége. Lehet generatív (mag, termés, virág), vagy vegetatív (gyökér, szár, levél) szerv. Számos típusát különböztetjük meg.

## Autochoria[1]
Az anyanövény, vagy a diaspóra, saját mozgásával terjed.

### Gravitáció
- Barochoria amikor nagyobb, súlyosabb termések a gravitáció puszta hatására esnek le az anyanövényről. Pl.: alma, kókusz, passiógyümölcs. Ez lehetőséget ad további szállításokra, például víz, vagy állatok által.
- Ballochoria a diaspóra, rázás, vagy felnyitás/felnyílás hatására történő kiesése.
- Herpochoria trichomák általi, és a páratartalom változásához kötött terjedés.

## Allochoria[1]
Külső erő hatására történő terjedés.

### Anemochoria
Széllel történő terjedés. Pl.: pongyola pitypang, juharfélék, barkavirágúak.

### Hydrochoria
Vízhez kötött terjedés.
- Ombrochoria esőballiszták Pl.: kavicsvirágfélék (Aizoaceae család).
- Nautochoria vízfelszínen, vagy vízben lebegve Pl.: kókusz.
- Bythisochoria elmerülve.

### Zoochoria
- Ekto-/epizoochoria az állatok kültakarója általi terjedés.
- Endozoochoria táplálkozáshoz kötött, béljáraton keresztüli terjedés.
- Dysochoria szállítás közbeni elhullajtás.
- Stomatochoria nem táplálkozáshoz kötött terjedés.
- Ornitochoria madarak általi terjedés.
- Chiropterochoria denevérek általi terjedés.
- Myrmecochoria hangyák általi terjedés.
- Mammalochoria emlősök általi terjedés.
- Ichtyochoria halak általi terjedés.

### Antropochoria
Ember általi terjedés. Adventív fajok: az ember által behurcolt fajok.
- Ethelochoria bizonyos fajok magvainak célzott terjesztése.
  - Speirochoria ha ezek közé gyommagvak kerülnek.
- Agochoria emberi mobilitásból származó terjedés.

### Polychoria
Többféle úton zajló terjedés (heteromorf diaspórák).